# Laurent Tirard
Laurent Tirard (França, 18 de fevereiro de 1967 – Paris, 5 de setembro de 2024) foi um cineasta, roteirista e crítico de cinema francês.

## Biografia
Laurent Tirard estudou Cinema na Universidade de Nova Iorque, em seguida foi leitor de roteiro para a Warner Bros, em Los Angeles. Trabalhou na revista francesa Studio magazine como jornalista. Lá, durante sete anos, entrevistou diretores como Woody Allen, David Lynch, Martin Scorsese, Jean-Luc Godard e os Irmãos Coen, para a publicação de um livro lançado em 2004 e 2006.

## Carreira
Em 1999, ele estreou como diretor do curta-metragem De source sûre, que reuniu Helene Fougerolles e Gad Elmaleh. Em 2000, novamente um curta-metragem: Demain est un autre jour, com Christian Charmetant e Antoine Duléry. Depois de ter sido roteirista de dois filmes para a televisão, ele decidiu, em 2004, escrever para o teatro. Em seguida, trabalhou com o roteiro do filme de Julie Lipinski, Le Plus Beau Jour de ma vie, com Helene De Fougerolles.
Em paralelo, ele se lançou como diretor do longa Mensonges et trahisons et plus si affinités..., no qual também foi roteirista com Grégoire Vigneron. Para este filme ele reuniu um grande elenco: Edouard Baer, Marie-Josée Croze, Clovis Cornillac e Alice Taglioni.
Em 2006, ele foi um dos roteiristas (com, entre outros, novamente o seu parceiro Grégoire Vigneron) do sucesso Prête-moi ta main de Eric Lartigau, em seguida dirigiu seu segundo longa, Molière, protagonizado por Romain Duris. Laurent confia o papel de Dorante a Édouard Baer, e Fabrice Luchini interpreta Monsieur Jourdain.
Em 2009, ele se dedicou a adaptação de Le Petit Nicolas de Goscinny e Sempé. Este filme foi o maior sucesso de bilheteria francesa do ano de 2009. Depois trabalhou novamente com seu parceiro Grégoire Vigneron, escreveu um novo longa: Sans laisser de traces. Este filme, dirigido por Grégoire Vigneron, foi lançado nas salas em 10 de março de 2010.
Laurent foi escolhido para dirigir a quarta edição das aventuras de Asterix, adaptado a partir do livro Asterix entre os Bretões.
Laurent também tem um filho, Virgile Tirard, que interpreta Joachim, um amigo de Nicolas, em seu filme Le Petit Nicolas.

## Morte
Tirard morreu em 5 de setembro de 2024, aos 57 anos, em Paris.

## Filmografia

### Roteirista
- 1999 De source sûre de Laurent Tirard
- 2000 Demain est un autre jour de Laurent Tirard
- 2004 Mensonges et trahisons et plus si affinités... de Laurent Tirard
- 2005 Le Plus Beau Jour de ma vie de Julie Lipinski
- 2006 Prête-moi ta main d'Eric Lartigau
- 2007 Molière de Laurent Tirard
- 2009 Le Petit Nicolas de Laurent Tirard
- 2010 Sans laisser de traces de Grégoire Vigneron
- 2011 Mike  de Lars Blumers
- 2012 Astérix et Obélix: Au service de sa Majesté de Laurent Tirard
- 2014 Les Vacances du petit Nicolas de Laurent Tirard

### Diretor

#### Curtas-metragens
- 1999 De source sûre
- 2000 Demain est un autre jour

#### Filmes
- 2004 Mensonges et trahisons et plus si affinités...
- 2007 Molière
- 2009 Le Petit Nicolas
- 2012 Astérix et Obélix: Au service de sa Majesté
- 2014 Les Vacances du petit Nicolas
- 2016 Un homme à la hauteur

## Prêmios
- 1999 Prêmio Panavision no Festival de Avignon por De source sûre [5]
- 2007 Prêmio do público no Festival de Moscou por Molière [6]